# Línea 119 (Buenos Aires)
La línea 119 (anteriormente 112) es una línea de colectivos del área metropolitana de Buenos Aires. Une el barrio porteño de Chacarita con Remedios de Escalada.
La línea 119 es operada actualmente por Micro Ómnibus Línea 45 S A., que explota mediante licitación precaria y provisional el recorrido de la ex línea 112, la cual línea pertenecia a la empresa Expreso Lomas. Desde su inauguración el 7 de octubre de 2019 hasta octubre de 2023 la línea fue operada por Empresa Transportes Del Sur S.R.L. (Grupo Micro Ómnibus Linea 45 S.A.).

## Historia

### Crisis de la empresa Expreso Lomas S.A.
A principios del año 2018, la empresa Expreso Lomas, operadora de las líneas 112, 165 y 243, se encontraba atravesando una crisis de larga data, en la que en varias ocasiones no pudo dar servicio debido a que muchas unidades estaban averiadas y las que estaban aptas, no tenían combustible suficiente para circular. 

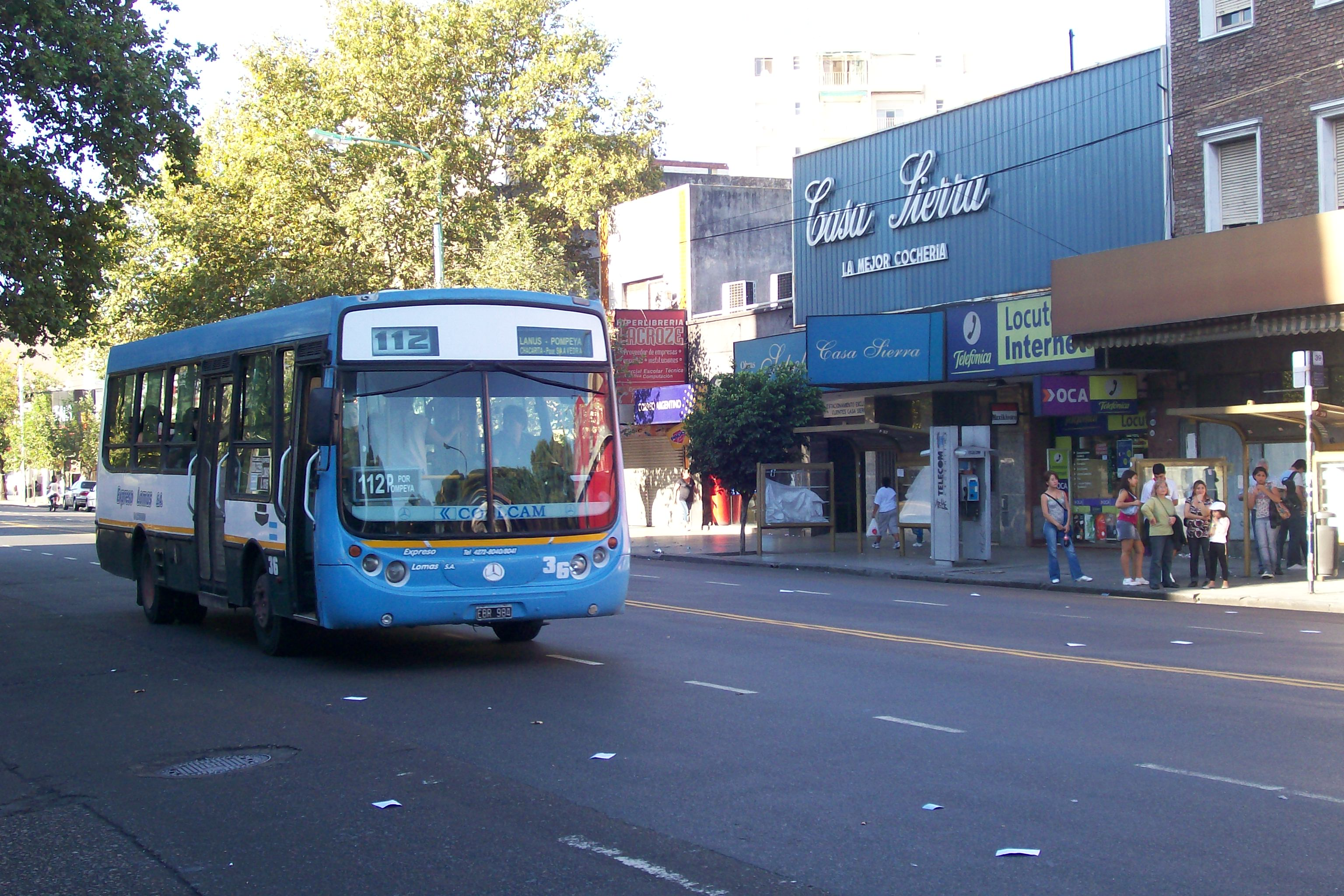
La extinta línea 112.

Para inicios de 2019, debieron suspender completamente el servicio de la 112 y de varios ramales de la línea 165. Finalmente el 10 de marzo de 2019, todos los ramales dejaron de funcionar, dejando como consecuencia a miles de usuarios y cientos de trabajadores de la empresa a la deriva, lo que derivó en protestas y movilizaciones por parte de trabajadores de Expreso Lomas en Puente La Noria. 
A finales de 2019, se licitaron los recorridos de las líneas 112 y 165. El Grupo DOTA, a través de su subsidiaria Gral. Tomás Guido S.A.C.I.F. ganó la licitación para explotar el recorrido creándose la línea 164,  mientras que el recorrido de la línea 112 lo obtuvo la empresa Transportes del Sur creándose la línea 119. El recorrido de la línea 243 aún no fue licitado.
A partir del 1 de octubre de 2023 la línea 119 cambio de dueño y pasó a ser administrada por Microomnibus 45. A su vez los colectivos iniciarán su recorrido en la terminal y sede de la empresa ubicada en 14 de Julio al 4100, en la localidad de Remedios de Escalada. 

## Recorrido
La línea 119 posee un único ramal que une Chacarita con Remedios de Escalada.

### Chacarita - Remedios de Escalada X Marco Avellaneda
- Av. Corrientes
- Av. Jorge Newbery
- Av. Warnes
- Av. Leopoldo Marechal
- Av. Díaz Vélez
- Río de Janeiro
- Senillosa
- Chaco
- Avenida La Plata
- Av. Sáenz
- Av. Remedios de Escalada de San Martín
- Av. Bernardino Rivadavia
- Diputado Raúl Pedrera
- Intendente Manuel Quindimil (Ex Máximo Paz)
- Av. Hipólito Yrigosyen
- Gral. Villegas

- Juan Cafferata

- Marco Avellaneda

- Ramón Franco

- Av. Rosales

- 14 de Julio (Terminal)

### Remedios de Escalada - Chacarita X Marco Avellaneda
- Av. Rosales

- Ramón Franco

- Marco Avellaneda (Ex Príncipe de Gales)

- Juan Francisco Cafferata

- Gral. Julio A. Roca

- Av. Hipólito Yrigoyen
- Cnel. Rico
- Vélez Sársfield

- Eva Perón (Ex Caaguazú)

- Int. Manuel Quindimil (Ex Máximo Paz)

- Dip. Raúl Pedrera (Ex Juan José Atencio)

- Av. Bernardino Rivadavia
- Av. Remedios de Escalada de San Martín
- Av. Sáenz
- Av.Almafuerte
- Av. Sáenz
- Av. La Plata
- Av. Rivadavia
- Campichuelo
- Av. Diaz Velez
- Av.Patricias Argentinas
- Av. Warrnes
- Murillo
- Gurruchaga
- Muñecas
- Darwin
- Av. Warnes
- Av. Jorge Newbery
- Av. Corrientes

## Lugares de interés
Algunos de los lugares de interés que la línea 119 atraviesa son:
- Estación Federico Lacroze
- Estación Sáenz
- Estación Lanús
- Estación Remedios de Escalada
- Cementerio de la Chacarita
- Museo de Ciencias Naturales de la Ciudad de Buenos Aires
- Puente Alsina

## Pasajeros

### Línea 112
| Año  | Pasajeros | Pasajeros por día | Variación |
| ---- | --------- | ----------------- | --------- |
| 2016 | 3 658 793 | 9 997             | 0,00%     |
| 2017 | 3 717 841 | 10 186            | 1,89%     |
| 2018 | 3 135 918 | 8 592             | 15,65%    |
| 2019 | 205 353   | 2 933             | 65,86%    |

### Línea 119
| Año  | Pasajeros | Pasajeros por día | Variación |
| ---- | --------- | ----------------- | --------- |
| 2019 | ?         | ?                 | 0,00%     |

-
Fuente: Ministerio de Transporte

## Flota
La flota de esta línea compuesta casi completamente por coches Nuovobus Mercedes Benz O500U año 2019 y con aire acondicionado pero también tienen unos pocos coches carrozados por Ugarte y Metalpar estos usados de la línea 314 que son año 2013, 2014, 2015 y 2016, estos también incluyen el aire acondicionado, quedando como una de las líneas con 100% de coches con aire acondicionado

### Coches de la línea

#### Año de los coches
| Coches: | Carrocería y modelo | Chasis                   | Chapa patente y año | Pasado |                       |
| ------- | ------------------- | ------------------------ | ------------------- | ------ | --------------------- |
| 700     | Nuovobus Menghi     | Mercedes Benz O500U      | AD846WC 2019        | Ex 500 |                       |
| 701     | Nuovobus Menghi     | Mercedes Benz O500U      | AD830HU 2019        | Ex 501 |                       |
| 702     | Nuovobus Menghi     | Mercedes Benz O500U      | AD830HP 2019        | Ex 502 |                       |
| 703     | Nuovobus Menghi     | Mercedes Benz O500U      | AD830HS 2019        | Ex 503 |                       |
| 704     | Nuovobus Menghi     | Mercedes Benz O500U      | AD830HZ 2019        | Ex 504 |                       |
| 705     | Nuovobus Menghi     | Mercedes Benz O500U      | AD846WL 2019        | Ex 505 |                       |
| 706     | Nuovobus Menghi     | Mercedes Benz O500U      | AD846WB 2019        | Ex 506 |                       |
| 707     | Nuovobus Menghi     | Mercedes Benz O500U      | AD846WI 2019        | Ex 507 |                       |
| 708     | Nuovobus Menghi     | Mercedes Benz O500U      | AD830HR 2019        | Ex 508 |                       |
| 709     | Nuovobus Menghi     | Mercedes Benz O500U      | AD830HY 2019        | Ex 509 |                       |
| 710     | Nuovobus Menghi     | Mercedes Benz O500U      | AD830HV 2019        | Ex 510 |                       |
| 711     | Nuovobus Menghi     | Mercedes Benz O500U      | AD846WJ 2019        | Ex 511 |                       |
| 712     | Nuovobus Menghi     | Mercedes Benz O500U      | AD830HQ 2019        | Ex 512 |                       |
| 713     | Nuovobus Menghi     | Mercedes Benz O500U      | AD846WA 2019        | Ex 513 |                       |
| 714     | Nuovobus Menghi     | Mercedes Benz O500U      | AD846WE 2019        | Ex 514 |                       |
| 715     | Nuovobus Menghi     | Mercedes Benz O500U      | AD846WH 2019        | Ex 515 |                       |
| 716     | Nuovobus Menghi     | Mercedes Benz O500U      | AD830HT 2019        | Ex 516 |                       |
| 717     | Nuovobus Menghi     | Mercedes Benz O500U      | AD846WG 2019        | Ex 517 |                       |
| 718     | Nuovobus Menghi     | Mercedes Benz O500U      | AD846WF 2019        | Ex 518 |                       |
| 719     | Nuovobus Menghi     | Mercedes Benz O500U      | AD846WD 2019        | Ex 519 |                       |
| 720     | Nuovobus Menghi     | Mercedes Benz O500U      | AD846WK 2019        | Ex 520 |                       |
| 721     | Nuovobus Menghi     | Mercedes Benz O500U      | AD830HW 2019        | Ex 521 |                       |
| 722     | Nuovobus Menghi     | Mercedes Benz O500U      | AD830HX 2019        | Ex 522 |                       |
| 723     | Metalpar Iguazú II  | Mercedes Benz OH1618L-SB | OYJ822 2015         | Ex 523 | Ex 29 de la línea 314 |
| 724     | Metalpar Iguazú II  | Mercedes Benz OH1618L-SB | NSD371 2014         | Ex 524 | Ex 14 de la línea 314 |
| 725     | Ugarte Europeo IV   | Mercedes Benz OH1618L-SB | NUT717 2014         | Ex 525 | Ex 8 de la línea 314  |
| 726     | Metalpar Iguazú II  | Mercedes Benz OH1618L-SB | NKO512 2013         | Ex 526 | Ex 21 de la línea 314 |
| 727     | Metalpar Iguazú II  | Mercedes Benz OH1621L-SB | AA203BE 2016        | Ex 527 | Ex 43 de la línea 314 |
| 728     | Ugarte Europeo IV   | Mercedes Benz OH1618L-SB | PPM023 2016         | Ex 528 | Ex 7 de la línea 314  |

| Año  | Cantidad | ¿Que coches son?                                                                                                   |
| ---- | -------- | --- |
| 2019 | 23       | 700, 701, 702, 703, 704, 705, 706, 707, 708, 709, 710, 711, 712, 713, 714, 715, 716, 717, 718, 719, 720, 721 y 722 |
| 2016 | 2        | 727 y 728 |
| 2015 | 1        | 723 |
| 2014 | 2        | 724 y 725 |
| 2013 | 1        | 726 |

Como vemos la línea 119 tiene mayoritariamente coches modelo 2019 (Que esos prometieron en la licitación) y además compraron 2 coches 2016, 2 coches 2014, 1 2015 y 1 2013 a la línea 314

#### Chasis de los coches
| Chasis                   | Cantidad | ¿Qué coches son?                                                                                                   |
| ------------------------ | -------- | --- |
| Mercedes Benz O500U      | 23       | 700, 701, 702, 703, 704, 705, 706, 707, 708, 709, 710, 711, 712, 713, 714, 715, 716, 717, 718, 719, 720, 721 y 722 |
| Mercedes Benz OH1618L-SB | 5        | 723, 724, 725, 726 y 728                                                                                           |
| Mercedes Benz OH1621L-SB | 1        | 727 |

Como vemos la línea tiene coches mayoritariamente sobre chasis O500U pero tiene 5 sobre chasis OH1618L-SB y 1 sobre chasis OH1621L-SB, dato curioso: la línea tiene 24 coches sobre chasis Euro V los cuales son los O500U carrozados sobre Nuovobus y el Metalpar Iguazú 2 sobre chasis OH1621L-SB